# ماگنوشه
ماگنوشه (به لاتین: Magnusze) یک روستا در لهستان است که در گمینا مونگکی واقع شده‌است.